# 신년전야
신년전야(新年前夜, New Year's Eve) 또는 새해전야는 1년의 마지막 날인 12월 31일 밤을 의미한다. 실베스터의 날 또는 실베스테르의 날(Saint Sylvester's Day)이라고도 부른다. 송년의 밤 모임에서 세계 여러 나라의 많은 사람들이 춤을 추며 음식을 먹고 술을 마신다. 또한, 새해를 맞아 불꽃놀이 축하 행사가 열리며, 대한민국에서는 전국에서 제야의 종을 타종하는 행사가 열린다. 송년 예배에 가는 사람들도 있다. 축제는 보통 자정이 지난 1월 1일(새해 첫날)까지 계속된다. 키리바시와 사모아가 가장 빨리 새해를 맞이하는 국가이며, 베이커섬이 마지막 지역이다.

## 위치 장소
| 국가              | 협정 세계시 | 장소                                                                 |
| ----------------- | ----------- | -------------------------------------------------------------------- |
| 뉴질랜드          | UTC+13:00   | 오클랜드 스카이 타워                                                 |
| 오스트레일리아    | UTC+10:00   | 시드니 브리즈번 강 (하버 브리지 · 시드니 오페라 하우스)              |
| 대한민국          | UTC+09:00   | 서울 보신각 외 광역 · 지방자치단체(제야의 종)                        |
| 대한민국          | UTC+09:00   | 서울 롯데월드타워, 코엑스광장 겸 영동대로, 경방 타임스퀘어, 서울타워 |
| 대한민국          | UTC+09:00   | 대구 이월드, 용인 에버랜드, 제주 제주시청 한얼의 집                  |
| 일본              | UTC+09:00   | 신사와 사찰(제야의 종)                                               |
| 일본              | UTC+09:00   | 시부야, 도쿄타워, 도쿄 디즈니랜드, 도톤보리, 삿포로 TV 타워          |
| 중화인민공화국    | UTC+08:00   | 베이징 자금성                                                        |
| 중화인민공화국    | UTC+08:00   | 상하이 푸둥 신구                                                     |
| 홍콩              | UTC+08:00   | 빅토리아 항구                                                        |
| 대만              | UTC+08:00   | 타이베이 101                                                         |
| 말레이시아        | UTC+08:00   | 쿠알라룸푸르 므르데카 광장                                           |
| 필리핀            | UTC+08:00   | 마닐라 SM 몰 오브 아시아, 보니파시오, 이스트우드                     |
| 싱가포르          | UTC+08:00   | 싱가포르 더플로트@마리나베이                                         |
| 태국              | UTC+07:00   | 방콕 센트럴월드                                                      |
| 아랍에미리트      | UTC+05:00   | 두바이 부르즈 할리파                                                 |
| 러시아            | UTC+03:00   | 모스크바 붉은 광장                                                   |
| 핀란드            | UTC+02:00   | 헬싱키 대성당                                                        |
| 헝가리            | UTC+02:00   | 부다페스트                                                           |
| 그리스            | UTC+02:00   | 아테네                                                               |
| 남아프리카 공화국 | UTC+02:00   | 케이프타운                                                           |
| 덴마크            | UTC+01:00   | 코펜하겐 아말리엔보르성                                              |
| 체코              | UTC+01:00   | 프라하                                                               |
| 독일              | UTC+01:00   | 브란덴부르크 문                                                      |
| 프랑스            | UTC+01:00   | 파리 샹젤리제 거리, 에펠탑                                           |
| 스페인            | UTC+01:00   | 마드리드 푸에르타 델 솔                                              |
| 영국              | UTC+00:00   | 런던 빅벤                                                            |
| 아이슬란드        | UTC+00:00   | 레이캬비크                                                           |
| 브라질            | UTC-03:00   | 코파카바나, 파울리스타 대로 실베스터 로드 레이스                     |
| 미국              | UTC-05:00   | 뉴욕 타임스 스퀘어                                                   |
| 캐나다            | UTC-05:00   | 토론토 네이선 필립스 광장                                            |
| 멕시코            | UTC-06:00   | 멕시코시티                                                           |
| 미국              | UTC-08:00   | 캘리포니아주 디즈니랜드                                              |
| 미국              | UTC-08:00   | 시애틀 스미스 타워                                                   |
| 미국              | UTC-10:00   | 하와이섬 호놀룰루                                                    |

## 노래
영어권에서는 12월 31일에 관한 대중 음악이 있고, 그 노래들은 12월 31일 라디오에서 흐른다.
- "Auld Lang Syne" - 로버트 번스
- "Happy New Year" - ABBA
- "Imagine" - 존 레논
- "It Was a Very Good Year" - 프랭크 시나트라
- "It's Just Another New Year's Eve" - 배리 매닐로
- "Let's Start the New Year Right" - 빙 크로스비
- "New Year's Day" - U2
- "Same Old Lang Syne" - 댄 포글버그
- "Kiss Me at Midnight" - 'N Sync
- "This Is the New Year" - 어 그레이트 빅 월드

## 관련 사건 및 사고
- 1956년 야히코 신사 사건
- 2013년 우푸에 부아니 압사 사고
- 2014년 상하이 압사 사고
- 독일 신년전야 동시다발 성폭행 사건
- 2025년 첫 날이자, 미국 루이지애나주 뉴올리언스 중심가에서 새해 행사 도중 차량돌진 사고가 일어나 10명이 사망하고 30명이 부상당했다.

## 취소된 사례
- 2014~2015년 상하이에서 신년 전야 행사하는 도중 압사 사고가 발생하였으며, 1년 뒤인 신년 전야 행사를 취소하였다.
- 2015~2016년 브뤼셀에서 이슬람 극단주의자들의 테러로 인하여 신년 전야 행사를 취소하였다.
- 2020~2022년 신종 코로나바이러스(코로나19, 오미크론, 원숭이두창) 우려로 전세계 신년 전야 오프라인 행사가 축소되거나 사례가 취소하였다.
- 2024년 제주항공 2216편 활주로 이탈 사고와 관련하여 대한민국 전역에서 국가애도기간에 동참함에 따라, 여러 제야의 종 타종식, 드론쇼, 불꽃쇼 등 신년 전야 오프라인 행사가 취소되었다. 또한 보신각 타종 행사 및 대한민국 프로 농구의 농구영신 경기도 대폭 축소되었다.

## 같이 보기
- 카운트다운
- 불꽃놀이
- 종
- 섣달그믐